# The Maidens

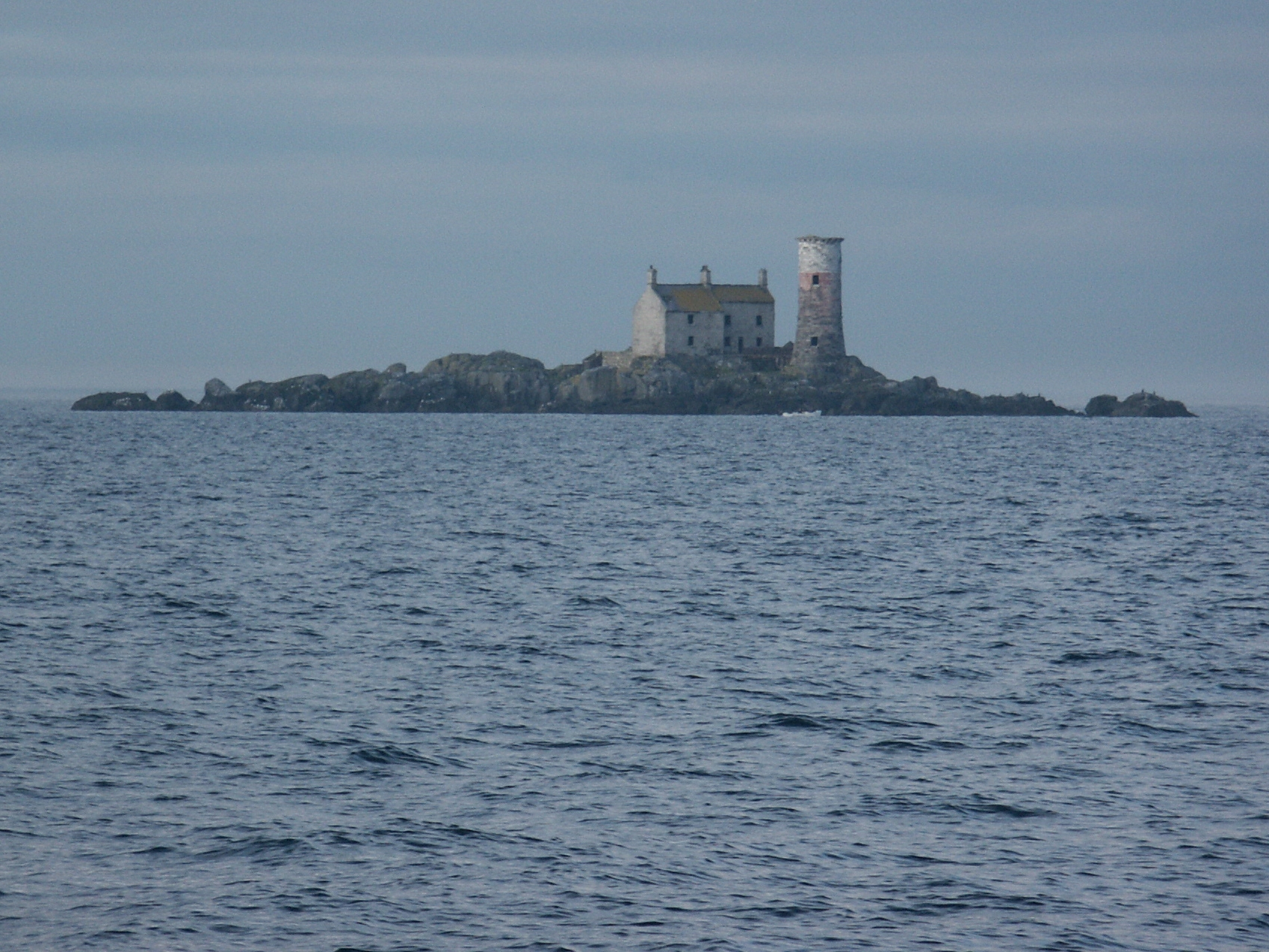
Ancien phare des Maidens

The Maidens (Irlandais: Na Maighdeanacha ou Rocks Hulin) sont composées de deux îlots et plusieurs récifs situés dans le canal du Nord au large du comté d'Antrim de l'Irlande du Nord. L'Eastern Maiden ou Southern Rock se trouve à environ 9 km de la côte ; West Maiden est à environ 800 mètres plus loin. 
Des phares y ont été construits en 1829 sur les deux iles hautes  respectivement de 23 et 29 mètres. L'un est désaffecté depuis 1903 ; l'autre est automatisé depuis 1977.